# Église Santa Maria di Gerusalemme

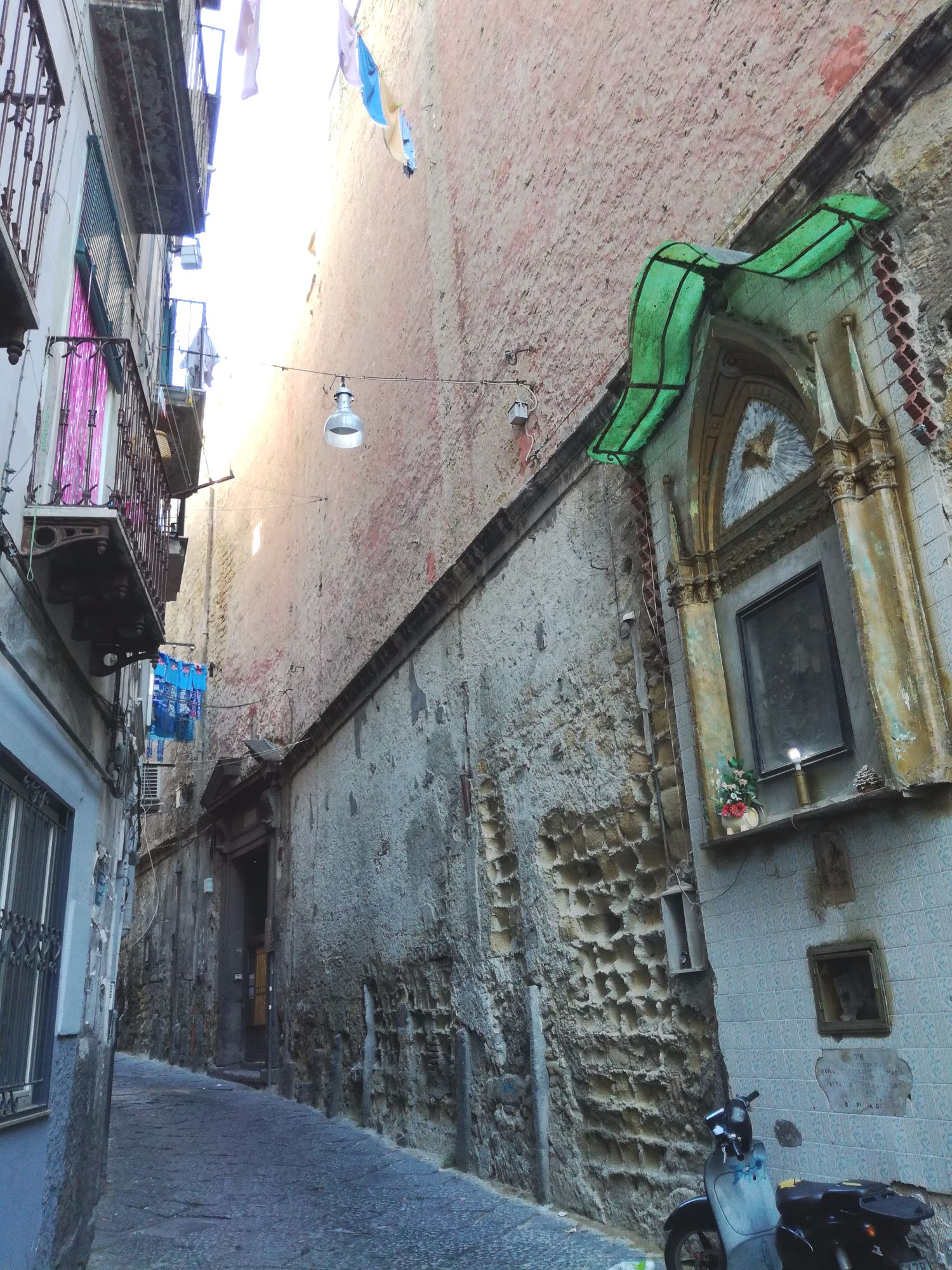
Mur d'enceinte du couvent et portail de l'église.

L'église Santa Maria di Gerusalemme (Sainte-Marie-de-Jérusalem) est une église conventuelle du centre historique de Naples. L'église et son couvent constituent une référence de la Renaissance napolitaine.

## Histoire et description
Le couvent est bâti au XIVe siècle et il est surnommé le « couvent des Trente-Trois », car c'était le nombre des moniales qui y étaient accueillies. En 1585, l'église est abattue pour construire une autre église qui est elle-même détruite au XVIIe siècle pour laisser place à l'église actuelle.
L'intérieur est fort simple et conserve des stucs du XVIIe siècle. Les œuvres d'art principales qu'elle abrite sont une copie du XVIIe siècle de La Madone de la Pureté, des fresques figurant Sainte Claire chassant les Sarrazins, Saint Antoine avec la Vierge, La Cène d'Emmaüs de Giuseppe Bonito et La Présentation au Temple de Jésus de Teodoro d'Errico.
L'accès à l'église aujourd'hui est limité pour respecter le rythme de vie des moniales.

## Notes et références

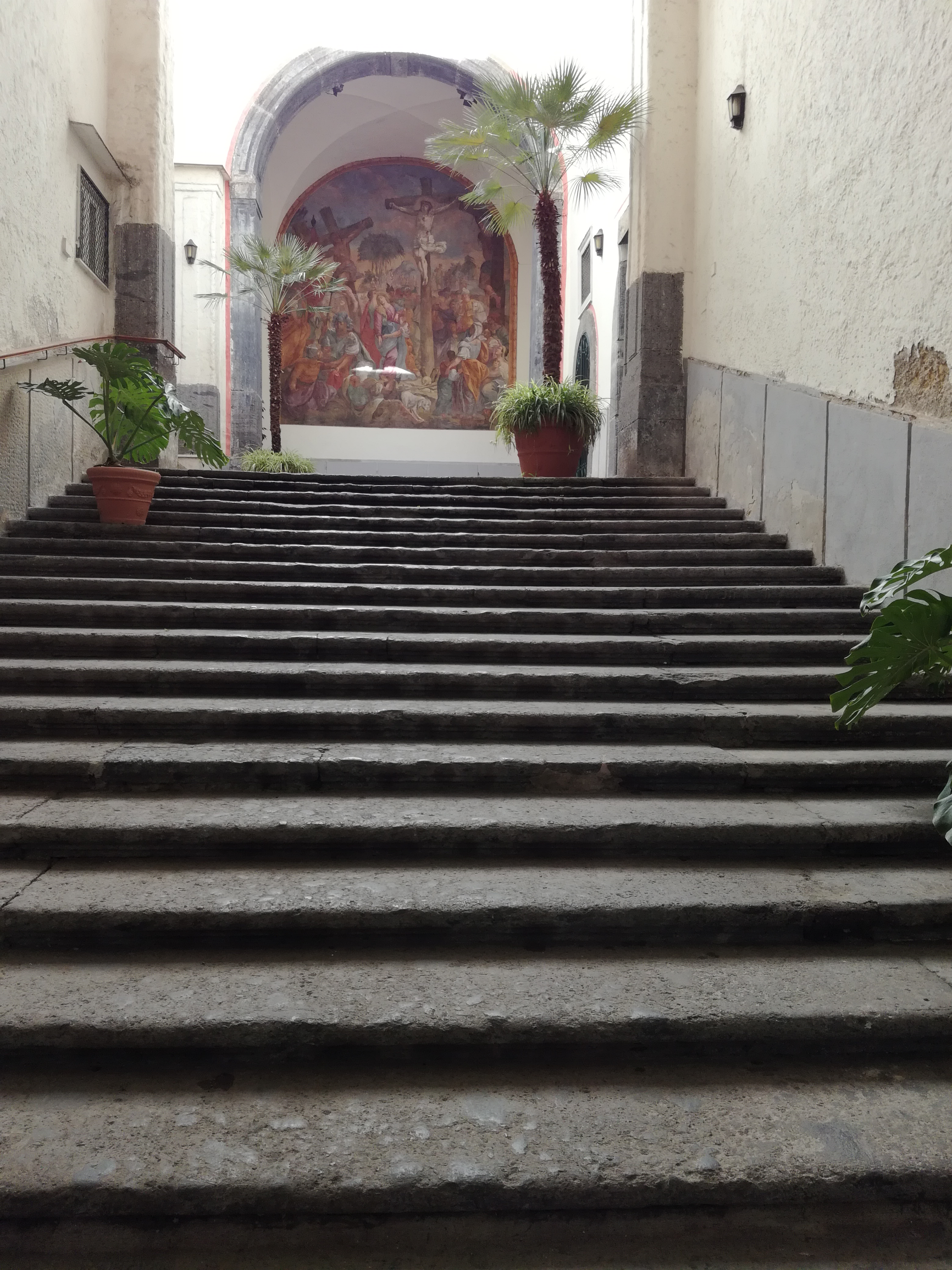
Entrée.

## Source de la traduction
- (it) Cet article est partiellement ou en totalité issu de l’article de Wikipédia en italien intitulé « Chiesa di Santa Maria di Gerusalemme » (voir la liste des auteurs).